# Live & Rare (Reagan Youth)
Live & Rare è un album del gruppo hardcore punk statunitense Reagan Youth, pubblicato postumo nel 1998 da New Red Archives.
Il disco è composto da tracce studio e dalle registrazioni di cinque concerti tenuti al CBGB.

## Tracce
1. It's a Beautiful Day (live) - 3:53
2. Degenerated (live) - 2:18
3. Go Nowhere (live) - 1:22
4. (Down with The) New Aryans (live) - 1:17
5. No Class (live) - 1:34
6. Urban Savages (live) - 1:23
7. Brave New World - 4:30
8. Acid Rain (live) - 1:55
9. Anytown (live) - 2:00
10. (Are You) Happy? (live) - 1:33
11. USA - 1:22
12. I Hate Hate - 1:58
13. In Dog We Trust (live) - 2:50
14. Reagan Youth - 1:15
15. USA - 1:22
16. I Hate Hate - 1:58
17. Degenerated - 2:18
18. Postlude - 1:01

## Formazione[2]
- Dave Insurgent - voce
- Al Pike - basso
- Glen E. Friedman - fotografia